# The Anna Nicole Story
The Anna Nicole Story (también conocida como Anna Nicole) es una película de televisión de drama biográfico estadounidense sobre la fallecida actriz y Playmate de Playboy Anna Nicole Smith. La película está protagonizada por Agnes Bruckner como Smith y fue distribuida por Lifetime Movie Network. Se estrenó el 29 de junio de 2013.

## Trama
La película mostraba la trágica vida de la modelo Anna Nicole Smith, desde que era una bailarina de un pueblo pequeño hasta la modelo central de Playboy, hasta su matrimonio con un multimillonario y su muerte en 2007.

## Elenco
- Agnes Bruckner como Anna Nicole Smith
  - Alexa Blair como Anna Nicole Smith a los 14 años
  - Julia Walters como Anna Nicole Smith a los 7 años
- Martin Landau como J. Howard Marshall
- Adam Goldberg como Howard K. Stern
- Cary Elwes como E. Pierce Marshall
- Virginia Madsen como Virgie Arthur
- Graham Patrick Martin como Daniel Wayne Smith
  - Caleb Barwick como Daniel Wayne Smith medio
  - Luke Donaldson como Daniel Wayne Smith joven
- Donny Boaz como Larry Birkhead
- Cristina Franco como Sylvan
- Jay Huguley como John Lawfton
- Billy Slaughter como Productor #1